# Jaguaruana
Jaguaruana is een gemeente in de Braziliaanse deelstaat Ceará. De gemeente telt 32.352 inwoners (schatting 2009).
De gemeente grenst aan Itaiçaba, Aracati, Quixeré, Palhano, Russas en Baraúna (Rio Grande do Norte).